# 洙泗书院
洙泗书院，位于山东省济宁市曲阜市书院乡书院村，是中华人民共和国山东省文物保护单位之一。
1992年6月12日，授予山东省文物保护单位，是一座古建筑及历史纪念建筑。